# Birt Acres
Birt Acres, född 23 juli 1854 i Richmond i Virginia, död 27 december 1918 i London i Storbritannien, var en amerikansk regissör, fotograf och pionjär inom filmen. Han har bland annat filmat öppningen av Kielkanalen som skedde 1895.